# HD 162586
HD 162586，又名CD-3412200，SAO 209411、HR 6657，是一颗恒星，视星等为6.17，位于銀經355.86，銀緯-4.38，其B1900.0坐标为赤經17h 46m 39.6s，赤緯-34° -4.38′ 23″。